# 聖ステファノの説教 (カルパッチョ)
『聖ステファノの説教』（せいステファノのせっきょう、伊: Predica di san Stefano）は、イタリアのルネサンス期ヴェネツィア派の画家、ヴィットーレ・カルパッチョによる作品である。1514年の制作で、カンヴァスに油彩で描かれている。現在、パリのルーヴル美術館に所蔵されている。

## 歴史
本作は、ヴェネツィアにあった聖ステファノを信仰するスクオーラ・デイ・ラニエーリ (羊毛業者同心組合) のために1511年から1514年の間に描かれた聖ステファノの生涯を表す5点の絵画のうちの1点であった。使徒行伝 (6-7章) によると、聖ステファノはエルサレムの初期キリスト教時代に7人の助祭の1人であり、いくつかの奇跡を行ったと言われている。興奮した群衆の投石で殉教したと考えられており、織物業者の守護聖人となっている。
聖ステファノの連作は僧院が一斉に解散させられた1806年に離散し、そのうちの2点はミラノのブレラ美術館に運ばれた。 1812年、ヴィヴァン・ドゥノンはルーヴル美術館の北方絵画の何点かをブレラのイタリア絵画と交換し、本作はそのうちの1点としてルーヴルに譲渡された。もう1点はベルリン絵画館に所蔵されている。1点は失われ、5点目はシュトゥットガルトにある。
本作に描かれている執事の聖ステファノの説教はエルサレムで行われたが、このことはカルパッチョが美しい東洋風の衣装と建築で画面を埋めつくすための口実となった。初期キリスト教の時代のエルサレムは、画中ではコンスタンティノープル（実際には、ボスポラス海峡の反対側にあるヨロス城）として描かれている。トルコ、古代、ビザンチン、イタリアの要素に満ちた、幻想的で想像上のコンスタンティノープルである。カルパッチョはマントヴァ侯爵、フランチェスコ2世・ゴンザーガへの手紙の中で自身が描いたエルサレムの景色について誇らしく言及している。